# International L-Series
La série International L a été introduite par International Harvester à l'automne 1949 en remplacement de la série KB et était disponible sous toutes ses formes, des camionnettes légères et véhicules de livraison aux semi-remorques pleine grandeur. Les essuie-glaces électriques, une radio et une horloge étaient en option. International continuera à produire la ligne jusqu'en 1953, date à laquelle elle sera remplacée par la série R.

## Développement

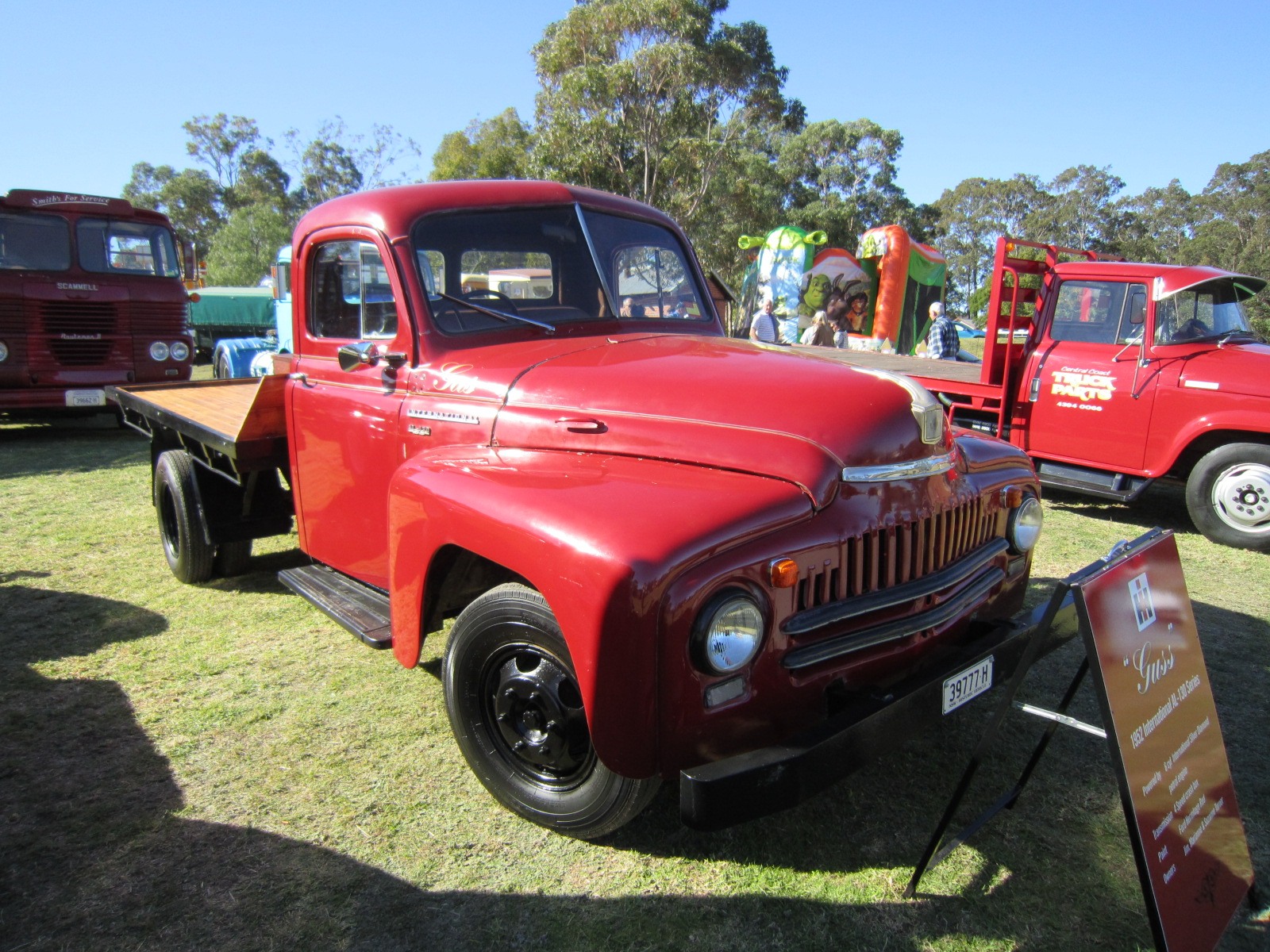
1952 International AL-130 (Australie)

Les versions plus lourdes telles que les modèles L-150 à L-180 avaient une carrosserie plus haute pour accueillir un moteur plus gros, un châssis plus costaud et des roues plus grandes. Pour masquer cela en apparence, ils reçoivent une barre de calandre chromée supplémentaire sur toute la largeur sous les deux autres et les phares. Les modèles L-185-L210 avaient un capot plus long et plus étroit et une calandre plus haute que tous les modèles plus petits, entourés d'ailes surdimensionnées. Ces camions avaient un look différent bien qu'ils aient la même cabine que les camions plus petits. Parmi les carrosseries de type pick-up, celles-ci étaient disponibles en longueurs de 6 pieds et 8 pieds. Sur les modèles L-130, une caisse de 9 1/2 pieds de long de même conception était disponible et pouvait accueillir des roues arrière jumelées. Deux styles différents de plateaux d'usine IH avec côtés amovibles étaient également disponibles pour des tailles allant jusqu'à L-180. D'autres carrosseries ont été conçues autour du châssis de base des camions de chaque série, comme les "Metro" LM120-122 et LM150-152, les "camions à pain" utilisés par les boulangeries ou les blanchisseries par exemple. Ils ne ressemblaient guère à la L-Line. Le camion de livraison de lait LB-140 était également une bizarrerie avec son look et son embrayage semi-automatique révolutionnaire, mais il avait le visage de la ligne L. Les camions à cabine ouverte LC160-162 et LC180-182, ou « cabine avant », comme on les appelait alors, étaient une autre bizarrerie en soi.
La série L a également été construite en Australie, où elle s'appelait série AL.

## Le premier des noms marketing
- Le « Schoolmaster » : L-153, L-163, L-173, L-183 et L-193. Le bus L-193 avait le même style de nez que les camions L190-up.
- Le « Loadstar » : Introduit pour la première fois dans la L-Line, sous les noms de L-164, L-174, L-184, L-194 et L-204. C'était le modèle ayant la capacité la plus lourde de chaque série. Les "4" étaient les seuls à avoir l'autocollant "Loadstar" sur le tableau de bord.
- Le « Roadliner » : Introduit pour la première fois dans la L-Line, attribué aux L-165, L-175, L-185, L-195 et L-205. Le Roadliner était le modèle de camion tracteur « premier » spécifique d'IH, « chargé » de confort et prêt à travailler, ce qui signifie que tous les tracteurs ne sont pas les « 5 ». Il était courant de voir des tracteurs de base L-190 ou des tracteurs L-183, par exemple. Le client commandait généralement l'ensemble cabine et châssis qu'il souhaitait et faisait installer une carrosserie ou une sellette d'attelage ailleurs.

## Mines, construction et industrie

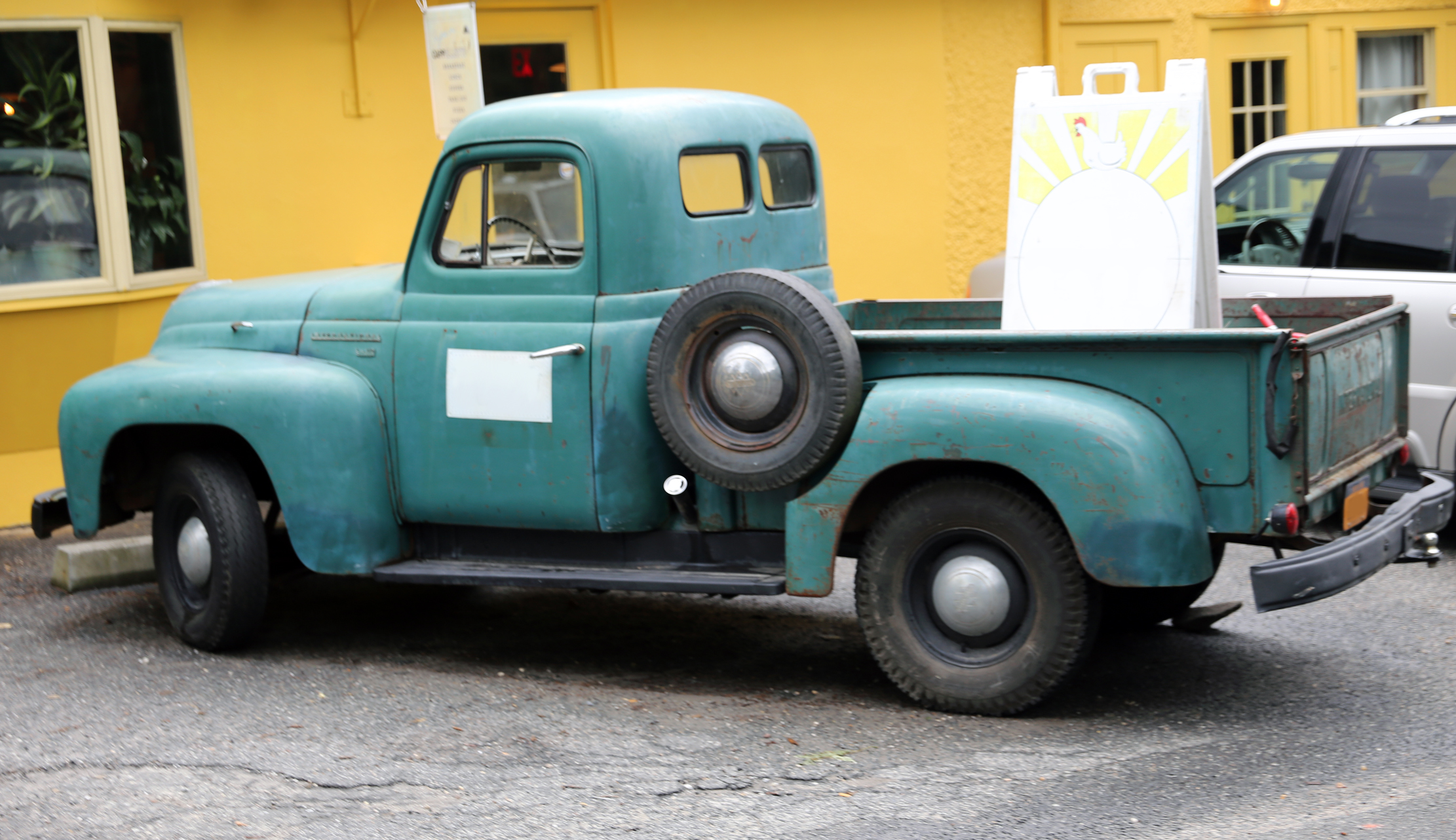
Vue arrière du L-110

Pour renforcer davantage sa présence aux côtés de la vaste gamme d'équipements de construction lourds d'IH et respecter les limites de poids sur autoroute, les séries LF-170, LF-190 et LF-210 ont été construites. Il s'agissait de camions à transmission 6x4 à essieu tandem permettant de transporter des charges plus lourdes que leurs homologues 4x2. Par exemple, le PTAC d'un L-194 est de 25 500 contre 38 000 pour le LF-194.

## Moteurs
Les versions plus légères étaient équipées des tout nouveaux moteurs OHV "Silver Diamond" en deux tailles différentes (220cid et 240cid), tandis que les versions moyennes conservaient l'ancien 269 ci "Blue Diamond", également un moteur OHV, bien que il s'appelait désormais "Super Blue Diamond" après quelques améliorations de détails.

### Spécifications de la série L (1949)
- Moteur
- Silver Diamond 220 OHV six cylindres en ligne, 220,5 pouces cubes (3 613 cm3) et 100 ch (75 kW) (L-110/120/130/150)
- Silver Diamond 240 OHV six cylindres en ligne, 240,3 pouces cubes (3 938 cm3) et 108 ch (81 kW) (LB-140/L150/160)
- Super Blue Diamond BD-269 OHV six cylindres en ligne, 269,1 pouces cubes (4 410 cm3) et 100 ch (75 kW) (L-170/180)
- Red Diamond 372 OHV six cylindres en ligne (L-190)
- Red Diamond 406 OHV six cylindres en ligne (L-200/option en L-190)
- Red Diamond 450 OHV six cylindres en ligne (L-210/option en L-200)
- Transmission
- Trois vitesses avant, une arrière, montée sur colonne synchronisée
- Quatre vitesses avant, une arrière, non synchronisées, montées au plancher, modèle T9
- Quatre vitesses avant, une arrière, synchronisées au plancher, modèle T98 (option en L120-L170 après 5/50)
- Cinq vitesses avant, une arrière, non synchronisées, montées au plancher (série L180, option dans L160-L170)
- Overdrive Cinq vitesses avant, une arrière, non synchronisées, montées au sol (option dans les séries L160-L180)
- Essieu arrière électrique à 2 vitesses (option à partir de L160)
- HD Cinq vitesses en marche avant, une en marche arrière, synchronisées au sol (L190 et versions ultérieures, overdrive en option)
- Transmission auxiliaire manuelle à 3 vitesses (option sur L190 et versions ultérieures)